# ビッグ・ビート
ビッグ・ビート（英: Big beat）は、電子音楽のジャンルの一種。サンプリングによるループを多用したブレイクビーツが特徴。

## 主要アーティスト

### 日本
- BOOM BOOM SATELLITES
- THE MAD CAPSULE MARKETS

### 海外
- ケミカル・ブラザーズ[1]
- プロディジー[1]
- ファットボーイ・スリム[1]
- ジャンキーXL
- グルーヴ・アルマダ[1]
- プロペラヘッズ[1]
- ベントレー・リズム・エース
- デス・イン・ヴェガス
- アポロ440
- クリスタル・メソッド[1]
- フルーク
- オーヴァーシーア (Overseer)